# Christian-Othon de Salm-Dhaun
Christian Othon de Salm-Dhaun (14 avril 1680 - 24 avril 1748) est seigneur de Salm-Dhaun de 1742 jusqu'à sa mort. Il est le fils de Jean-Philippe II de Salm-Dhaun et de son épouse Anne-Catherine de Nassau-Ottweiler.
Il est l'oncle de son prédécesseur, Jean-Philippe III de Salm-Dhaun, qui meurt à l'âge de 18 ans. Christian-Othon meurt lui aussi célibataire et sans enfants. Il est remplacé par Jean-Frédéric, le fils de son frère cadet Walrad.